# کنجی بابا
کنجی بابا (انگلیسی: Kenji Baba؛ زادهٔ ۷ ژوئیهٔ ۱۹۸۵) بازیکن فوتبال اهل ژاپن است.
از باشگاه‌هایی که در آن بازی کرده‌است می‌توان به باشگاه فوتبال ویسل کوبه اشاره کرد.